# UY Андромеды
UY Андромеды (лат. UY Andromedae), HD 16326 — двойная звезда в созвездии Андромеды на расстоянии (вычисленном из значения параллакса) приблизительно 8095 световых лет (около 2482 парсеков) от Солнца. Видимая звёздная величина звезды — от +12,3m до +7,4m.

## Характеристики
Первый компонент — красный гигант, углеродная пульсирующая медленная неправильная переменная звезда (LB) спектрального класса C5,4(N3), или C(N2), или C(N)(R). Масса — около 2,572 солнечных, радиус — около 268,969 солнечных, светимость — около 2122,256 солнечных. Эффективная температура — около 3741 K.
Второй компонент — коричневый карлик. Масса — около 51,75 юпитерианских. Удалён на 2,049 а.е..